# Agoraea ockendeni
Agoraea ockendeni là một loài bướm đêm thuộc phân họ Arctiinae, họ Erebidae.